# Aéroport de Nangan
L'aéroport de Matsu Nangan (en chinois traditionnel : 馬祖南竿機場 ; pinyin : Mǎzǔ Nángān Jīchǎng) (code IATA : LZN • code OACI : RCFG) est un des aéroports des îles Matsu dans le comté de Lienchiang au sein de la province du Fujian à Taïwan (ROC). Il est situé sur l'île de Nangan, près du village de Jieshou. Il sert également d'héliport. Uni Air étant le seul transporteur desservant l'aéroport, l'infrastructure ne peut gérer que des avions à turbopropulseurs tels que l'ATR 72-600. 

## Situation
| \| 20 km1:1 721 000 \| Taipei-Taoyuan Taipei Songshan Kaohsiung Taichung Tainan Hualien Chiayi Lutao Hengchun Kinmen Magong Beigan Nangan Lanyu · île des Orchidées Pingtung Tchimeï Taitung Wangan |
| 20 km1:1 721 000 |

## Compagnies aériennes et destinations
| Compagnies | Destinations              |
| ---------- | ------------------------- |
| Uni Air    | Taichung, Taipei-Songshan |

## Statistiques
Pour des raisons techniques, il est temporairement impossible d'afficher le graphique qui aurait dû être présenté ici.

Voir la requête brute et les sources sur Wikidata.

## Transport
L'aéroport est accessible en voiture ou en taxi par le boulevard Zhongyang.